# 미우라 기요히로
미우라 기요히로(일본어: 三浦 清弘, 1938년 9월 2일 ~ 2016년 3월 27일)는 일본의 전 프로 야구 선수이자 야구 지도자이다. 오이타현 벳푸시 출신이며 현역 시절 포지션은 투수였다.

## 인물
벳푸 쓰루미가오카 고등학교 시절에는 에이스로서 1956년 하계 고시엔 대회(제38회 전국 고등학교 야구 선수권 대회)에 출전했다. 이 대회의 1차전에서는 아시카가 공업고등학교(도치기현)를 꺾었지만 2차전에서 요나고히가시 고등학교(돗토리현)에게 0대 1로 석패했다. 고교 동기로는 우익수였던 야마모토 유키요시가 있었다.
1957년, 야마모토와 함께 난카이 호크스에 입단하여 프로 1년째부터 1군에서의 등판 기회를 얻었으나 1961년까지는 뚜렷한 활약을 보여주지 못했다. 1962년에는 개막 이후부터 선발진의 일원으로 활약하면서 개인 최다 성적인 17승을 남겼고 이듬해 1963년에도 13승을 기록했다. 1965년에는 1.56의 시즌 평균 자책점으로 최우수 평균 자책점 타이틀을 석권했다. 그해 요미우리 자이언츠와 맞붙은 일본 시리즈에서는 2차전에서 7회에 조 스탠카를 구원해서 등판했지만 연장 10회에 나가시마 시게오로부터 2점 홈런을 얻어맞고 패전 투수가 됐다. 3차전에서는 선발로 기용됐지만 1회에 또다시 나가시마에게 2점 홈런을 허용하는 등 3회 도중에 강판됐다. 1966년에도 15승을 기록하면서 이후에도 스기우라 다다시, 미나가와 무쓰오 등과 함께 난카이 전성기 시대의 투수진을 맡았다.
1972년에는 9승을 기록했지만 1973년에는 현금 트레이드로 다이헤이요 클럽 라이온스로 이적했다. 다이헤이요에서도 난카이 시절과는 마찬가지로 선발로서 활약했지만 1975년에는 승리없이 1패만 기록하여 그 해를 마지막으로 현역에서 은퇴했다.
은퇴 후 1977년에 다이헤이요의 후신 크라운에서 2군 투수 코치, 1978년에 크라운 스카우트를 거쳤고 퇴단 후에는 오사카시 기타구 기타신치에서 복어요리점을 운영했다. 2016년 3월 27일, 폐렴으로 오사카시의 한 병원에서 사망했다(향년 77세).

## 상세 정보

### 출신 학교
- 오이타 현립 벳푸 쓰루미가오카 고등학교

### 선수 경력
- 난카이 호크스(1957년 ~ 1972년)
- 다이헤이요 클럽 라이온스(1973년 ~ 1975년)

### 지도자 경력
- 크라운라이터 라이온스 2군 투수 코치(1977년)

### 수상·타이틀 경력
- 최우수 평균 자책점 : 1회(1965년)

### 개인 기록

#### 첫 기록
- 첫 등판 : 1957년 7월 29일, 대 니시테쓰 라이온스 14차전(오사카 구장), 8회초에 4번째 투수로서 구원 등판·마무리, 2이닝 1실점
- 첫 탈삼진 : 상동, 8회초에 가와무라 히사후미로부터
- 첫 선발 : 1958년 4월 6일, 대 도에이 플라이어스 2차전(고마자와 야구장), 5와 1/3이닝 2실점
- 첫 승리 : 1959년 4월 15일, 대 긴테쓰 버펄로 2차전(오사카 구장), 6회초에 2번째 투수로서 구원 등판, 2이닝 무실점
- 첫 선발 승리 : 1962년 6월 15일, 대 긴테쓰 버펄로스 9차전(닛폰 생명 구장), 6과 1/3이닝 2실점
- 첫 완투 승리 : 1962년 7월 1일, 대 한큐 브레이브스 11차전(한큐 니시노미야 구장), 9이닝 1실점
- 첫 완봉 승리 : 1963년 4월 11일, 대 도에이 플라이어스 2차전(메이지 진구 야구장)

#### 기록 달성 경력
- 통산 1000투구 이닝 : 1966년 6월 7일, 대 니시테쓰 라이온스 8차전(오사카 구장) ※역대 121번째
- 통산 1500투구 이닝 : 1969년 8월 31일, 대 긴테쓰 버펄로스 21차전(오사카 구장) ※역대 65번째
- 통산 100승 : 1971년 4월 29일, 대 롯데 오리온스 4차전(오사카 구장), 선발 등판으로 6이닝 3실점 ※역대 53번째
- 통산 2000투구 이닝 : 1972년 8월 13일, 대 긴테쓰 버펄로스 16차전(오사카 구장) ※역대 39번째
- 통산 500경기 등판 : 1973년 6월 2일, 대 롯데 오리온스 전기 6차전(헤이와다이 야구장), 5와 3이닝 3실점 ※역대 29번째
- 통산 1000탈삼진 : 1973년 10월 7일, 대 긴테쓰 버펄로스 후기 13차전(헤이와다이 야구장), 8회초에 이와키 야스로로부터 ※역대 48번째

#### 기타
- 올스타전 출장 : 2회(1965년, 1966년)

### 등번호
- 34(1957년 ~ 1975년)
- 77(1977년)

### 연도별 투수 성적
| 연 도       | 소 속       | 등 판 | 선 발 | 완 투 | 완 봉 | 무 4 구 | 승 리 | 패 전 | 세 이 브 | 홀 드 | 승 률 | 타 자 | 이 닝  | 피 안 타 | 피 홈 런 | 볼 넷 | 고 4 | 몸 맞 | 탈 삼 진 | 폭 투 | 보 크 | 실 점 | 자 책 점 | 평 자 책 | W H I P |
| ----------- | ----------- | ----- | ----- | ----- | ----- | ------- | ----- | ----- | -------- | ----- | ----- | ----- | ------ | -------- | -------- | ----- | ---- | ----- | -------- | ----- | ----- | ----- | -------- | -------- | ------- |
| 1957년      | 난카이      | 5     | 0     | 0     | 0     | 0       | 0     | 0     | --       | --    | ----  | 34    | 8.0    | 8        | 1        | 3     | 0    | 1     | 5        | 0     | 0     | 3     | 3        | 3.38     | 1.38    |
| 1958년      | 난카이      | 18    | 3     | 0     | 0     | 0       | 0     | 1     | --       | --    | .000  | 216   | 51.0   | 53       | 2        | 12    | 0    | 3     | 32       | 2     | 0     | 25    | 20       | 3.53     | 1.27    |
| 1959년      | 난카이      | 16    | 1     | 0     | 0     | 0       | 2     | 3     | --       | --    | .400  | 164   | 40.2   | 36       | 1        | 7     | 1    | 2     | 17       | 0     | 0     | 15    | 12       | 2.66     | 1.06    |
| 1960년      | 난카이      | 17    | 1     | 0     | 0     | 0       | 0     | 1     | --       | --    | .000  | 131   | 30.0   | 28       | 1        | 13    | 1    | 2     | 22       | 0     | 0     | 14    | 11       | 3.30     | 1.37    |
| 1961년      | 난카이      | 24    | 1     | 0     | 0     | 0       | 0     | 1     | --       | --    | .000  | 174   | 39.0   | 42       | 5        | 13    | 0    | 3     | 27       | 1     | 0     | 24    | 20       | 4.62     | 1.41    |
| 1962년      | 난카이      | 58    | 25    | 7     | 0     | 0       | 17    | 8     | --       | --    | .680  | 901   | 222.1  | 196      | 10       | 55    | 4    | 9     | 143      | 5     | 0     | 76    | 65       | 2.63     | 1.13    |
| 1963년      | 난카이      | 57    | 24    | 7     | 3     | 1       | 13    | 12    | --       | --    | .520  | 886   | 219.2  | 182      | 17       | 64    | 5    | 14    | 96       | 1     | 0     | 77    | 62       | 2.54     | 1.12    |
| 1964년      | 난카이      | 45    | 15    | 1     | 1     | 0       | 6     | 6     | --       | --    | .500  | 612   | 140.1  | 145      | 14       | 52    | 0    | 4     | 87       | 0     | 0     | 79    | 66       | 4.23     | 1.40    |
| 1965년      | 난카이      | 41    | 14    | 3     | 0     | 1       | 11    | 3     | --       | --    | .786  | 702   | 178.1  | 128      | 13       | 44    | 2    | 3     | 84       | 2     | 0     | 34    | 31       | 1.56     | 0.96    |
| 1966년      | 난카이      | 45    | 29    | 6     | 0     | 2       | 15    | 8     | --       | --    | .652  | 848   | 203.1  | 188      | 10       | 65    | 1    | 7     | 85       | 1     | 0     | 71    | 61       | 2.70     | 1.24    |
| 1967년      | 난카이      | 16    | 12    | 4     | 1     | 1       | 6     | 6     | --       | --    | .500  | 328   | 82.1   | 70       | 8        | 20    | 0    | 1     | 49       | 2     | 0     | 28    | 26       | 2.84     | 1.09    |
| 1968년      | 난카이      | 37    | 16    | 3     | 2     | 1       | 7     | 5     | --       | --    | .583  | 504   | 126.1  | 105      | 11       | 39    | 4    | 6     | 58       | 2     | 0     | 42    | 39       | 2.78     | 1.14    |
| 1969년      | 난카이      | 33    | 29    | 10    | 1     | 1       | 12    | 14    | --       | --    | .462  | 882   | 215.0  | 196      | 29       | 62    | 3    | 6     | 79       | 3     | 0     | 93    | 78       | 3.27     | 1.20    |
| 1970년      | 난카이      | 23    | 22    | 5     | 2     | 0       | 8     | 7     | --       | --    | .533  | 586   | 140.0  | 135      | 13       | 51    | 3    | 4     | 67       | 1     | 0     | 59    | 50       | 3.21     | 1.33    |
| 1971년      | 난카이      | 29    | 29    | 10    | 2     | 1       | 13    | 10    | --       | --    | .565  | 799   | 184.1  | 185      | 29       | 70    | 2    | 6     | 71       | 4     | 0     | 94    | 86       | 4.20     | 1.38    |
| 1972년      | 난카이      | 25    | 23    | 6     | 1     | 2       | 9     | 7     | --       | --    | .563  | 568   | 136.2  | 130      | 13       | 44    | 1    | 4     | 41       | 1     | 0     | 54    | 48       | 3.16     | 1.27    |
| 1973년      | 다이헤이요  | 27    | 15    | 4     | 1     | 0       | 8     | 5     | --       | --    | .615  | 496   | 115.0  | 123      | 16       | 36    | 1    | 4     | 38       | 0     | 0     | 53    | 44       | 3.44     | 1.38    |
| 1974년      | 다이헤이요  | 21    | 17    | 4     | 1     | 0       | 5     | 6     | 0        | --    | .455  | 426   | 103.1  | 103      | 8        | 31    | 0    | 4     | 37       | 0     | 1     | 42    | 36       | 3.14     | 1.30    |
| 1975년      | 다이헤이요  | 16    | 5     | 0     | 0     | 0       | 0     | 1     | 0        | --    | .000  | 196   | 44.1   | 53       | 4        | 16    | 0    | 5     | 14       | 0     | 0     | 29    | 25       | 5.08     | 1.56    |
| 통산 : 19년 | 통산 : 19년 | 553   | 281   | 70    | 15    | 10      | 132   | 104   | 0        | --    | .559  | 9453  | 2280.0 | 2106     | 205      | 697   | 28   | 88    | 1052     | 25    | 1     | 912   | 783      | 3.09     | 1.23    |

- 굵은 글씨는 시즌 최고 성적.